# John Hedberg (författare)
John Hilding Arne Hedberg, född 29 oktober 1930 i Karlshamns församling i Blekinge län, död 27 mars 2019 i Jakobsbergs distrikt i Stockholms län, var en svensk författare.
Flera av Hedbergs böcker handlar om wixárica/huicholindianerna i Mexiko. Under sitt sista decennium bearbetade Hedberg sitt eget åldrande och förestående död i böcker som Livets mening: uppgradering till rationell insikt, Helvete, med önskan om död i njutning: livets slutskede belyst genom en åldrings problem med prostata och Hjärta, prostata, stroke: erfarenheter av sjukdomsförlopp och behandlingar - med förslag om livets slutskede ur en patients perspektiv. År 2008 donerade han en samling föremål från Mexiko till Etnografiska museet, Stockholm.